# Dichaetomyia kuglini
Dichaetomyia kuglini este o specie de muște din genul Dichaetomyia, familia Muscidae, descrisă de Zielke în anul 1974. Conform Catalogue of Life specia Dichaetomyia kuglini nu are subspecii cunoscute.